# Gabriele Adinolfi
 (mars 2019).
Si vous disposez d'ouvrages ou d'articles de référence ou si vous connaissez des sites web de qualité traitant du thème abordé ici, merci de compléter l'article en donnant les références utiles à sa vérifiabilité et en les liant à la section « Notes et références ».
Pour les articles homonymes, voir Adinolfi.
Gabriele Adinolfi, né à Rome le 3 janvier 1954, est un théoricien politique italien et un ancien activiste de la mouvance néofasciste durant les années de plomb. Il collabore à plusieurs publications italiennes et étrangères.

## Biographie
Étudiant en lettres, section histoire romaine, Gabriele Adinolfi a commencé ses activités politiques durant les mouvements étudiants de la fin des années 1960. En 1968, il rejoint le Mouvement social italien (MSI), dans sa section « Filippo Anfuso » de Rome.
En 1970, il commence à fréquenter divers groupes activistes d'extrême droite, notamment Fronte Studentesco, Avanguardia Nazionale, Lotta di Popolo, et enfin Alternativa Studentesca. En 1976, il est, avec Giuseppe Dimitri et Roberto Fiore, l'un des fondateurs du mouvement Lotta Studentesca, rebaptisée un an après Terza Posizione (TP). D'obédience nationaliste-révolutionnaire, païenne et inspirée par Julius Evola, TP devient la plus importante organisation néofasciste extraparlementaire. Le mouvement s'inscrira d'ailleurs en faux contre la tentation atlantiste de certains néofascistes.
À la suite de l'attentat de la gare de Bologne, en 1980, dans a foulée Terza Posizione est accusée de délits associatifs qui n'ont rien à voir avec l'attentat. La plupart de ses militants restent en prison pendant quatre ans et demi avant d'être acquittés. D'autres rejoignent les Nuclei Armati Rivoluzionari, tandis que Gabriele Adinolfi et d'autres dirigeants de TP font l'objet d'un mandat d'arrêt international. Il est aussi l'objet, pour trois fois, de fausses accusations de la part des services secrets, qui sont toujours demasquées par la Magistrature.Ne pouvant soutenir sa thèse de doctorat, il s'exile à l'étranger, notamment à Paris, en fondant le « Centro Studi Orientamenti e Ricerca » (centre d'études pour l'orientation et la recherche), publiant la revue Orientamenti & Ricerca et diffusant divers bulletins théoriques.
Il y noue des contacts avec le Troisième Voie mais aussi le Groupe union défense dans les années 1980n et 1990, 
Adinolfi revient en Italie en 2000, grâce à la prescription de ses condamnations, qui étaient toutes de nature idéologique. Il se fait dès lors connaître comme un important théoricien du néo-fascisme, en défendant des idées antimondialistes et « grécistes ». Son antimondialisme n'est pas retrograde - il tient à le rappeler - mais opposant à l'impérialisme l'idée d'Empire, et en particulier d'Imperium. S'opposant à une certaine frange « réactionnaire » de sa propre mouvance politique, il propose ainsi Che Guevara comme référence révolutionnaire, sans renier pour autant la pensée évolienne. Il a aussi proposé une strtégie "evoleniniste".
Il a dirigé la rédaction du journal Orion pendant deux ans et demi et lancé divers projets journalistiques, militants et métapolitiques, le site internet d'information NoReporter, la restauration de la garde d'honneur devant la crypte de Benito Mussolini, la création du « Centro Studi Polaris », un think tank dont il est l'animateur, et du centre d'Études EurHope de Bruxelles, mais il a aussi parrainé les occupations illégales de biens immobiliers (occupazioni a scopo abitativo, OSA), dont la plus connue en Italie est la « Casapound » (dont le nom fait référence à l'écrivain Ezra Pound).
Surtout il est le chantre d'un nationalisme européen, bien loin du révsionisme "souverainiste" et des attraits "euroasiatiques". Il considère que l'Europe doit s'émanciper des USA mais que pour le faire elle doit avoir raison de la Russie et de sa "logique de Yalta".
Il anime les Lansquenets d'Europe, une association "d'Européens pour l'Europe".

## Ouvrages
En italien
- Le api e i fiori, Ed. Il Veliero, 1999
- Noi Terza Posizione (avec Roberto Fiore), Ed. Settimo Sigillo, 2000
- Nuovo Ordine Mondiale tra imperialismo e Impero, Ed. Barbarossa, 2002
- Quel domani che ci appartenne, Ed. Barbarossa, 2005
- Sorpasso neuronico, Document Politique auto-imprimé, 2008
- Tortuga, l'isola che (non) c'è, Ed. Barbarossa, 2008
- Vademecum, Document Politique auto-imprimé, 2011
- Aggiornamenti, Document Politique auto-imprimé, 2012
- Cosa resta dallo tsunami, Document Politique auto-imprimé, 2013
- Quella strage fascista. Così è se vi pare, 2013
- I rossi, i neri e la morte, Ed. Soccorso Sociale, 2014
- La Terza Posizione, Ed. Orientamenti & Ricerca, 2014
- Il Fascismo, Ed. Orientamenti & Ricerca, 2014
- L'Europa, Ed. EurHope, 2014
- Il terrorismo, Ed. Orientamenti & Ricerca, 2015
- Io fascista ricercato, Ed. Soccorso Sociale, 2015
- Imperium, Ed. EurHope, 2016
- Bologna, una città immolata di sabato, Ed. Soccorso Sociale, 2016
- Il diavolo e la guerra santa, Ed. Soccorso Sociale, 2017
- Aquarius, Document Politique auto-imprimé, 2018
- Il Manifesto dell'orgoglio europeo, 2018
- Il Mito dell'Europa, Ed. Soccorso Sociale, 2018
- Matteo Salvini. Radiografia di un fenomeno, Ed. Passaggio al Bosco, 2019
- Orchestra Rossa, Prix Caravella 2020 pour l'Histoire, Ed. Avatar, 2020
- Anticorpi, Document Politique auto-imprimé, 2020
- Gabriele Adinolfi rilegge Orwell. 1984 sei tu, Ed. Altaforte, 2021

En espagnol
- Tortuga, la isla que (no) existe, 2012
- Europa, 2014
- Imperium, 2016
- El Mito de Europa, 2019

En français
- Nos belles années de plomb, L'Æncre, 2004 ; rééd. 2008 ; rééd. Dualpha, 2023
- Pensées corsaires : abécédaire de lutte et de victoire, La Diffusion du Lore, 428 p., 2008  (ISBN 978-2353520-17-6)
- Orchestre rouge, Avatar Éditions, 2013
- Années de plomb et semelles de vent, Synthèse Nationale Éditions, 2014
- L'Europe, Synthèse Nationale Éditions, 80 p., 2015
- Matteo Salvini ou l'itinéraire d'un parcours politique météorique, Synthèse Nationale Éditions, 2019
- Des Anticorps, vite !, Document politique auto-imprimé, 2021 ; rééd. Synthèse Nationale Éditions, 2022
- Mythe ou Utopie ? Une relecture verticale d'Orwell, Paris, La Nouvelle Librairie, trad. fr. Gérard Boulanger, coll. "Les Idées à l'endroit", 326 p., 2022  (ISBN 978-2-493898-19-7)
- Le défi au futur, Synthèse Nationale Éditions, coll. "Idées", 104 p., 2023